# Eremolestes
Eremolestes is een geslacht van kevers uit de familie van de loopkevers (Carabidae). De wetenschappelijke naam van het geslacht is voor het eerst geldig gepubliceerd in 1905 door Maindron.

## Soorten
Het geslacht Eremolestes omvat de volgende soorten:
- Eremolestes fallax (Peyerimhoff, 1929)
- Eremolestes sulcatus (Chaudoir, 1876)